# Catagramma excelsissima
Catagramma excelsissima är en fjärilsart som beskrevs av Otto Staudinger 1886. Catagramma excelsissima ingår i släktet Catagramma och familjen praktfjärilar. Inga underarter finns listade i Catalogue of Life.